# Kodeks zamojski
Kodeks zamojski (łac. Chronicae et annales Poloniae) – manuskrypt z XIV/XV w., zawierający najstarszy znany odpis Kroniki Galla Anonima, a także inne źródła do historii Polski, przechowywany w Bibliotece Narodowej. 

## Historia
Dokładny czas powstania manuskryptu nie jest znany, ukończono go jednak przed 1427. Nie wiadomo również, kto zdecydował o doborze tekstów. Prawdopodobnie w latach 1425–1515 księga należała do rodziny Łaskich. Przed 1448 kodeks wypożyczył Sędziwoj z Czechła, który udostępnił go Janowi Długoszowi. Długosz wykorzystał informacje zawarte w Kronice Galla Anonima oraz Roczniku Traski w trakcie pisania swoich Roczników.
Kolejne informacje o manuskrypcie pochodzą z 1848, kiedy to historyk Wacław Aleksander Maciejowski odnalazł go w Bibliotece Ordynacji Zamojskiej. Pod koniec 1944 został wywieziony z Warszawy i ukryty w kolegiacie łowickiej. Manuskrypt jest dostępny on-line w Cyfrowej Bibliotece Narodowej „Polona”.

## Opis
Kodeks ma szczególną wartość dla kultury polskiej ze względu na swoją zawartość – znajduje się w nim najstarszy znany odpis Kroniki Galla Anonima, a także inne źródła do historii Polski.
Zawartość kodeksu:
1. karty 1r–20r: Vita Alexandri regis (excerptum ex Chronica Frutolﬁ de Michelsberg)
2. karty 20v–54v: Gallus Anonymus, Chronica et gesta ducum sive principum Poloniae
3. karta 54r: Spominki krakowskie z lat 1439, 1437–1447
4. karty 55r–64r: Vita sancti Stanislai (w wersji powstałej prawdopodobnie około 1312)
5. karty 64r–74v: Miracula sancti Stanislai
6. karty 74v–89r: Rocznik Traski (doprowadzony do 1340 r., uzupełniony i poprawiony przez Długosza)
7. karty 89v–90r: Spominki krakowskie z lat 1410, 1434, 1437–1450, 1471
8. karty 90r–96v: Chronica Ungarorum
9. karty 96v–97r: Spominki o Łaskich
10. karta 97r: Pieśń o zabiciu Andrzeja Tęczyńskiego

Ponadto na karcie I ochronnej znajduje się dokument pergaminowy wystawiony w sprawie kapituły krakowskiej z 1315.
Manuskrypt, wykonany na pergaminie, ma wymiary 25,5x17,5cm. Składa się z 98 kart. Główna partia manuskryptu spisana została w dwóch kolumnach. Tekst dekorowany jest inicjałami, ozdobnikami i rubrykami wykonanymi czerwoną farbą. W XX w. dodana została do niego skórzana oprawa.

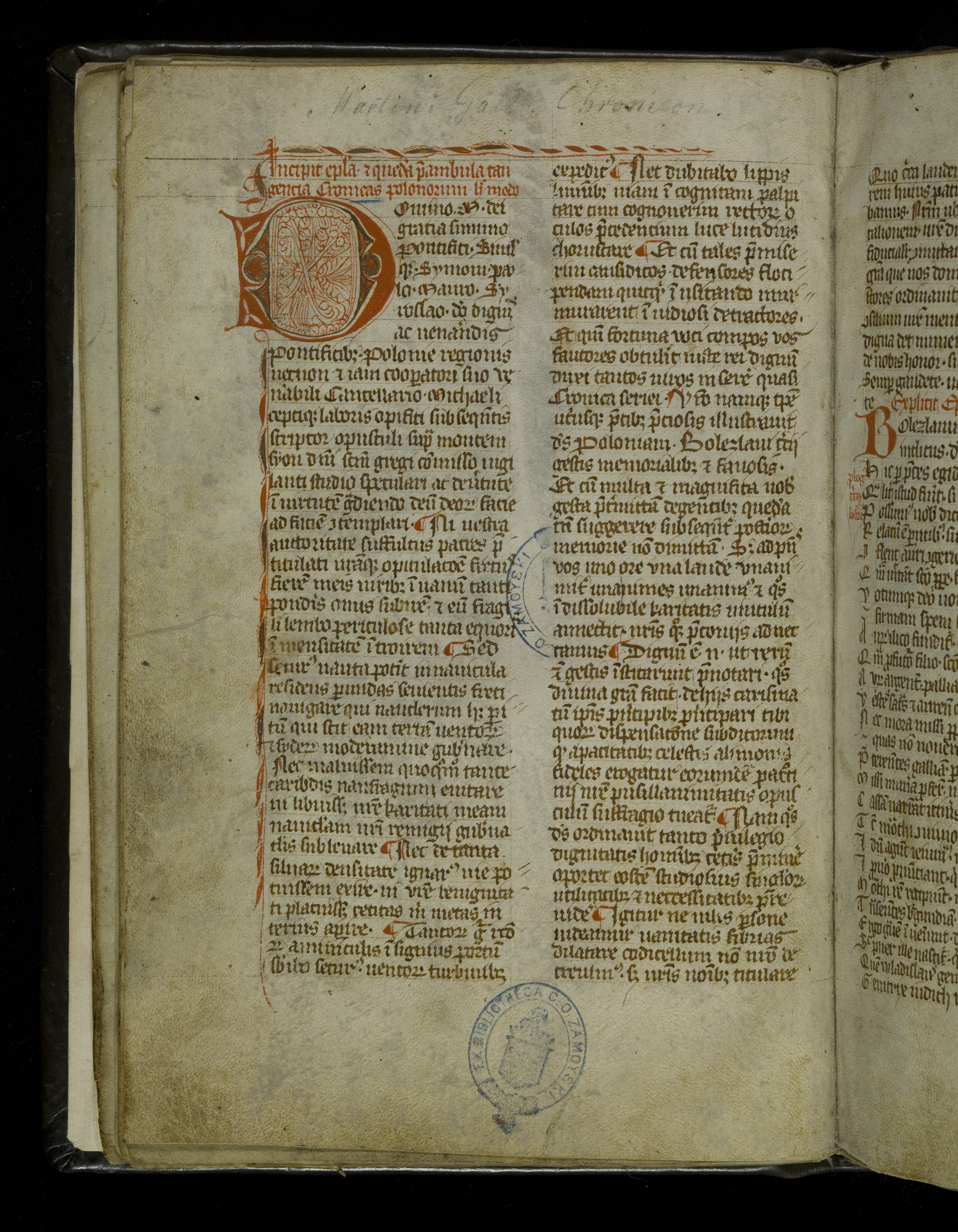
Karta 20v – Kronika Galla Anonima
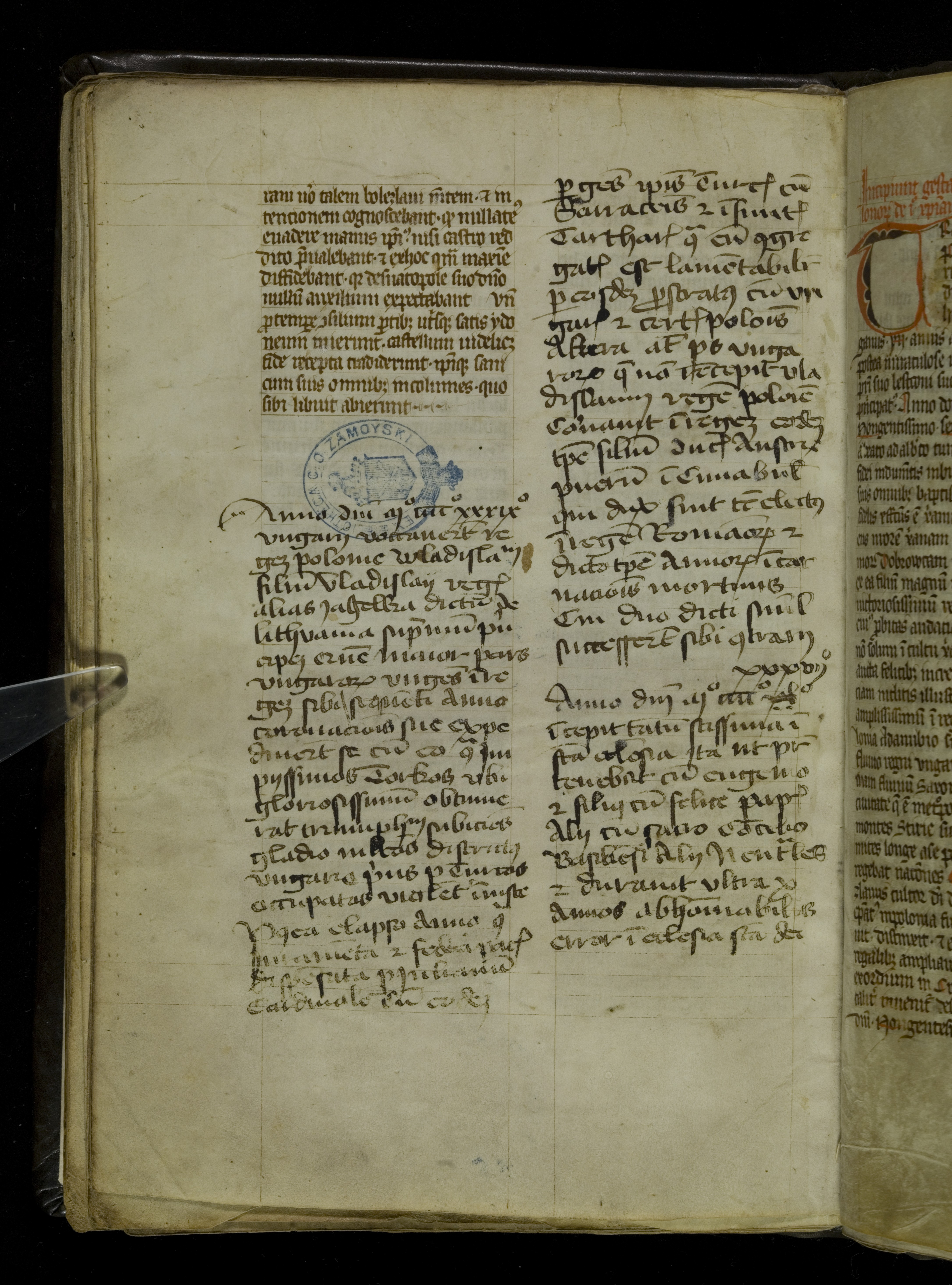
Karta 54v – Spominki krakowskie
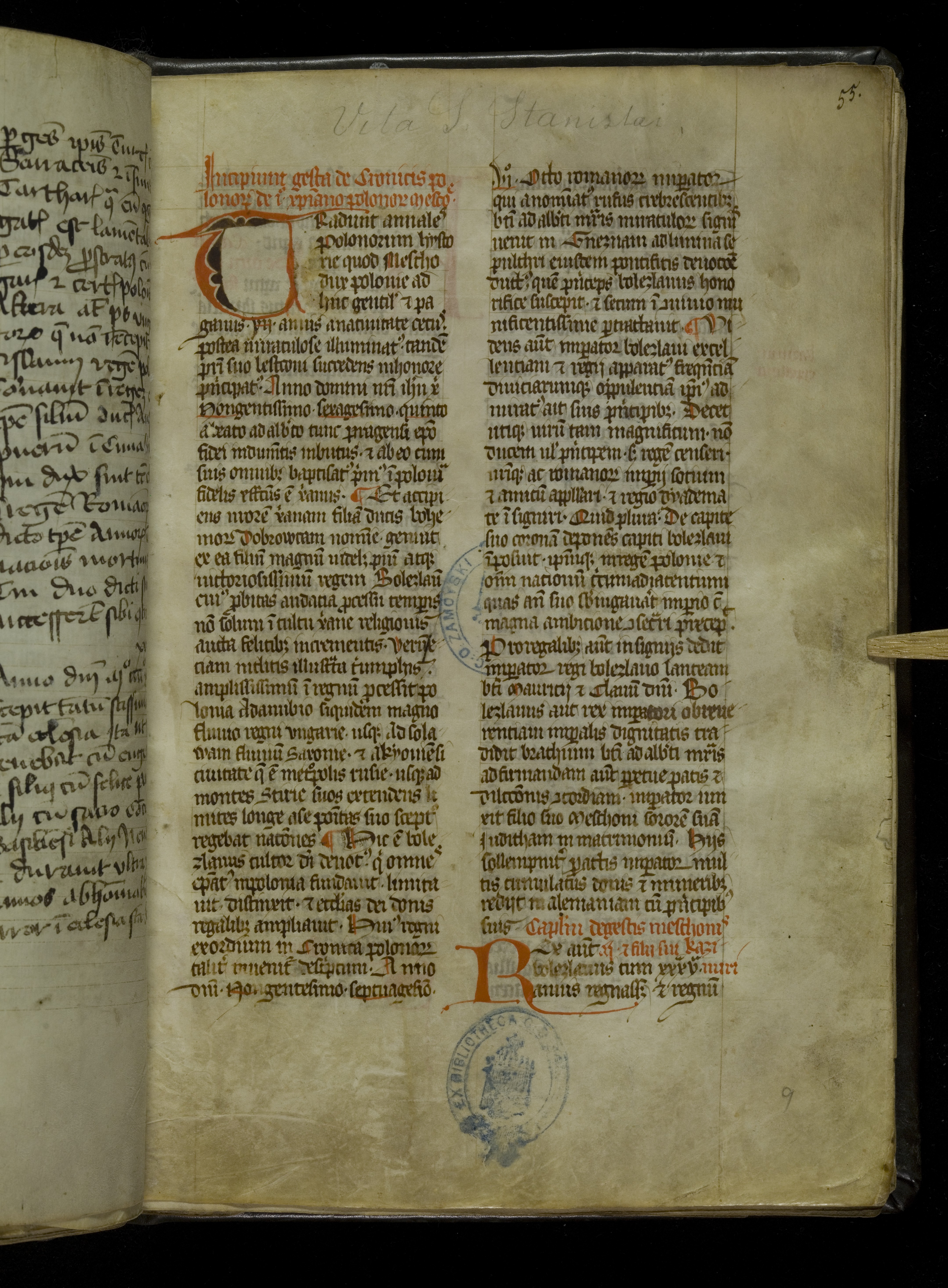
Karta 55r – Vita sancti Stanislai
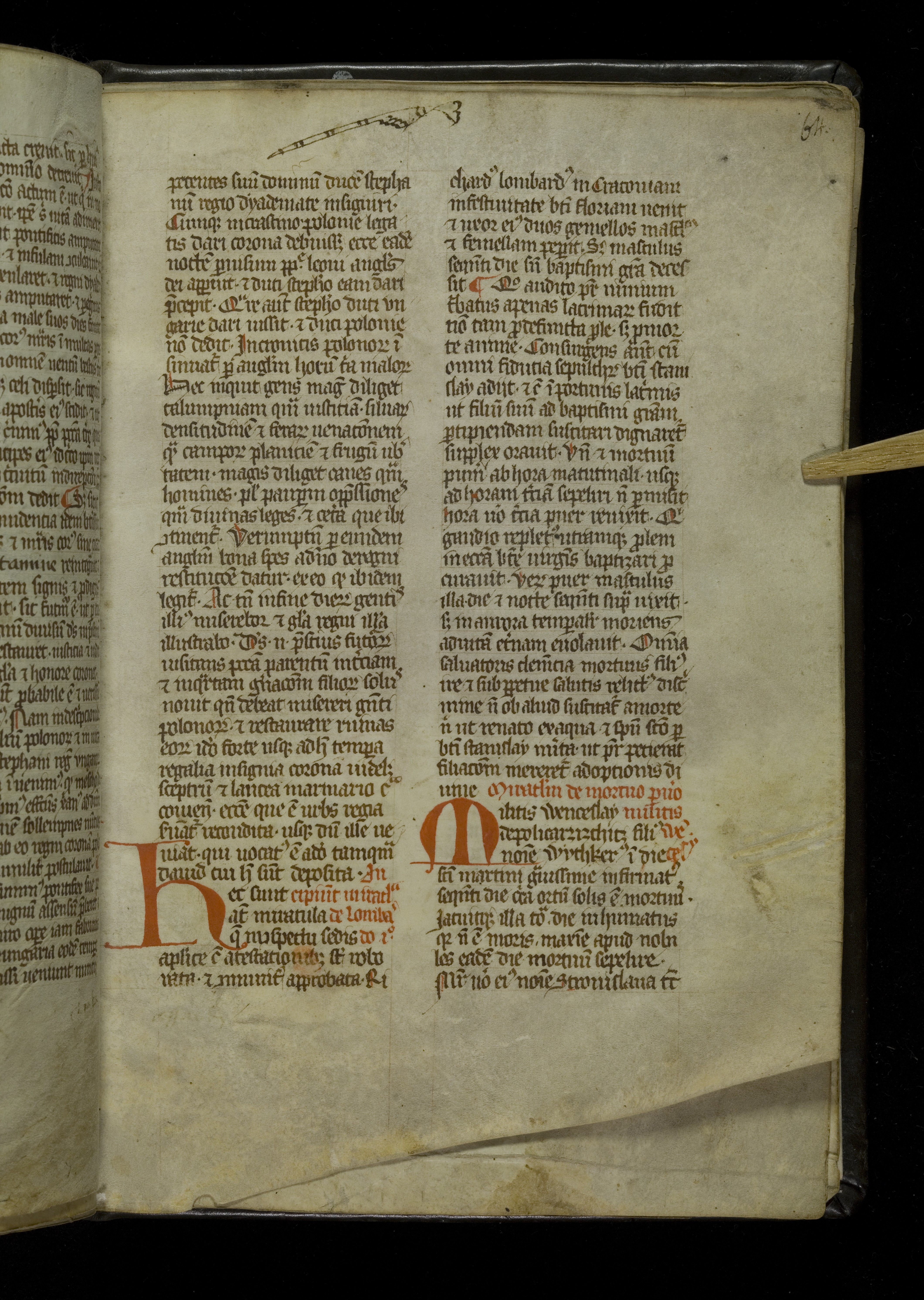
Karta 64r – Miracula sancti Stanislai
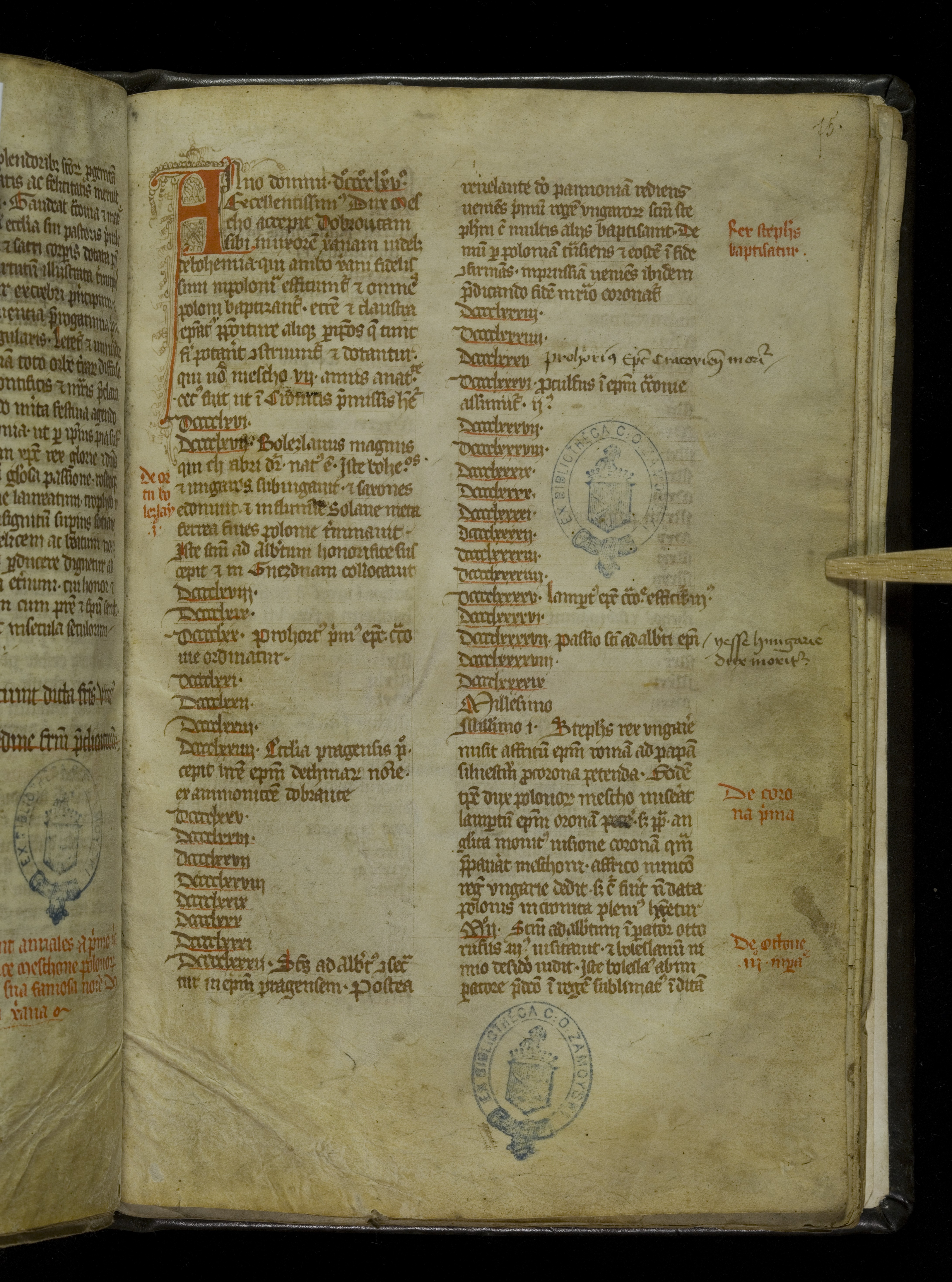
Karta 75r – Rocznik Traski
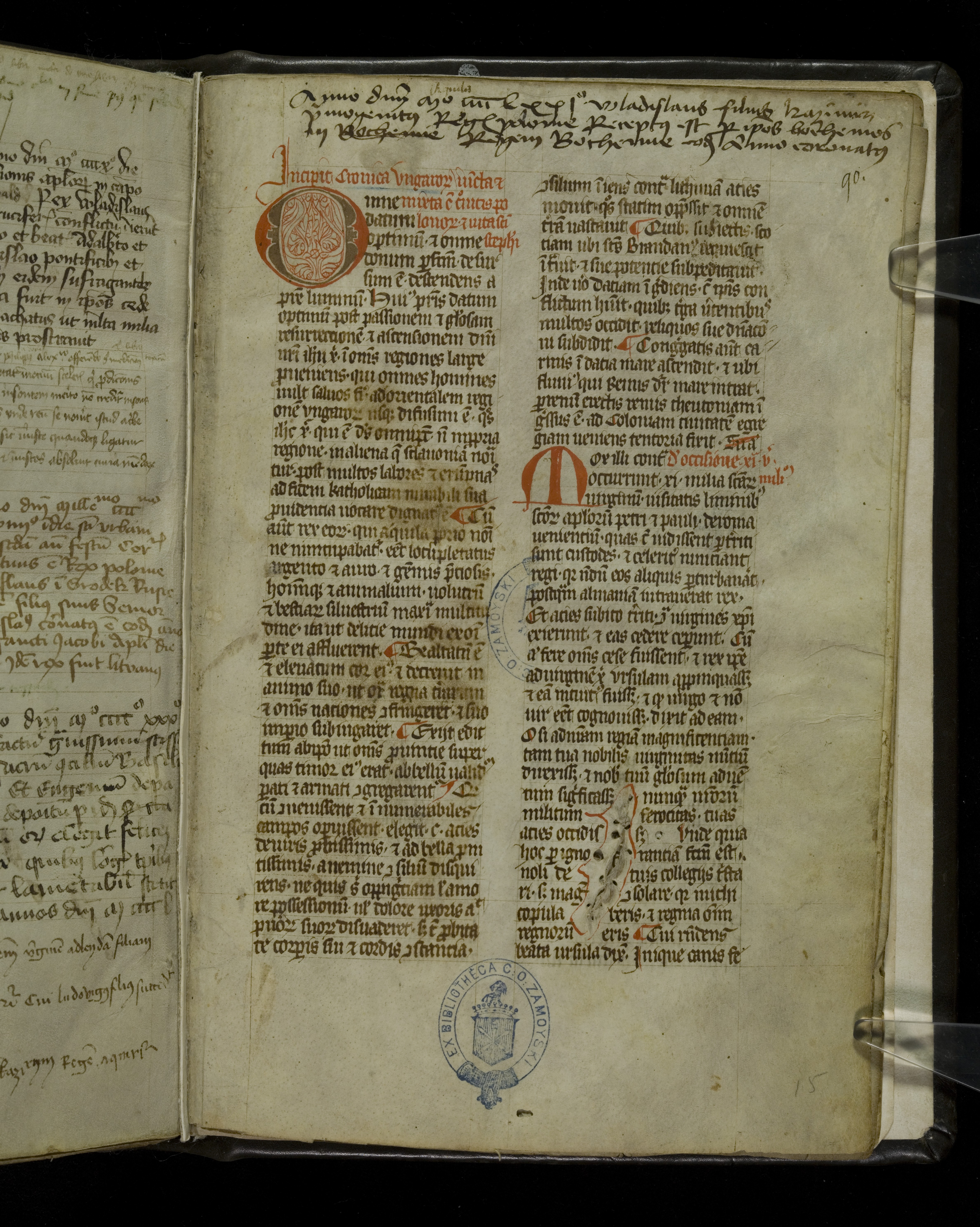
Karta 90r – Chronica Ungarorum
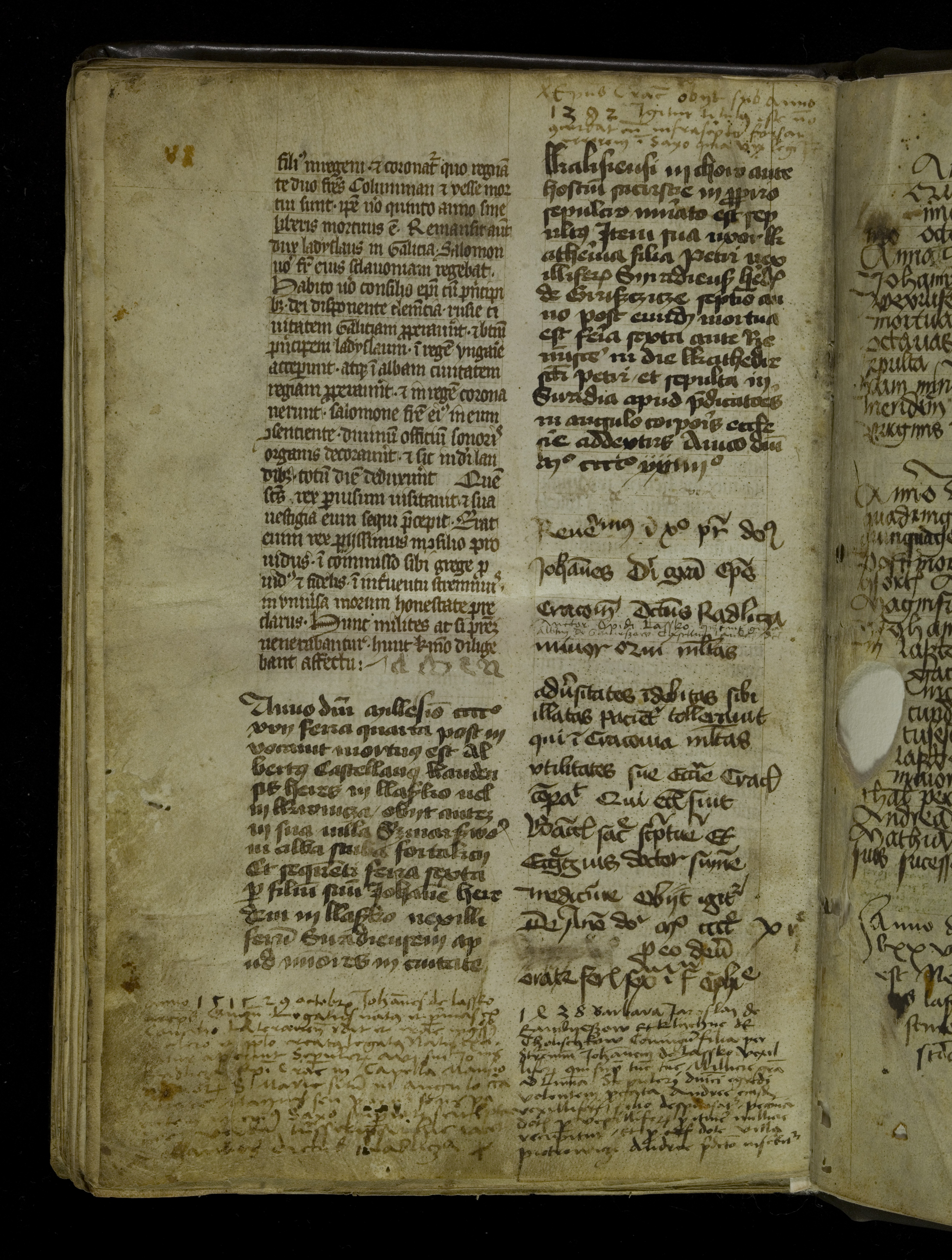
Karta 96v – Spominki o Łaskich
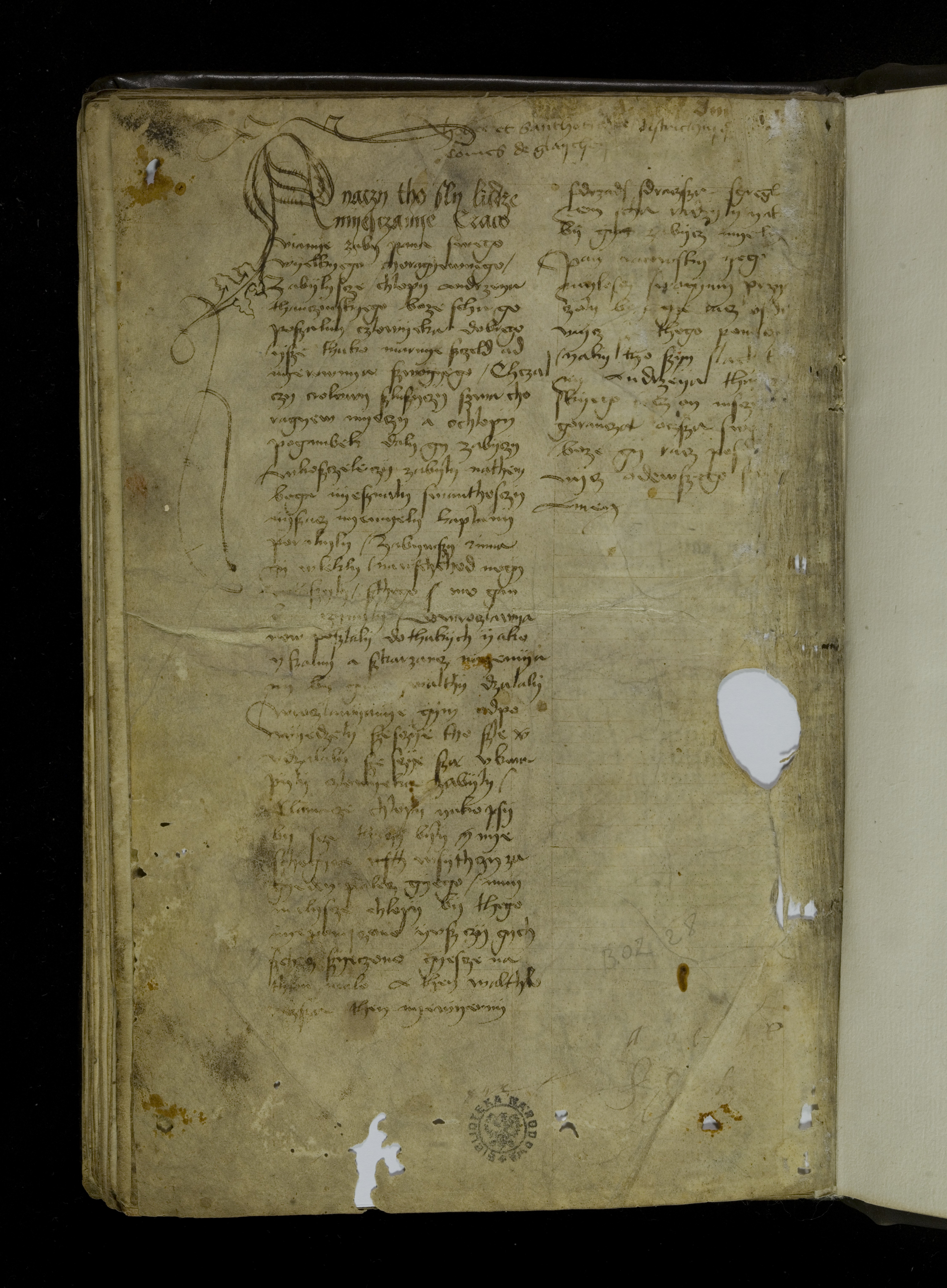
Karta 97v – Pieśń o zabiciu Andrzeja Tęczyńskiego